# 쇼다이촌 (오사카부)
쇼다이촌(일본어: 招提村)은 일본 오사카부 기타카와치군에 있던 촌이다. 현재의 히라카타시에 해당한다.

## 역사
- 1889년 4월 1일 - 정촌제 시행에 의해 가타노군 쇼다이촌이 성립하였다.
- 1896년 4월 1일 - 기타카와치군이 성립하였다.
- 1935년 2월 11일 - 마키노촌과 합병해 도노야마정이 성립하여, 동일 쇼다이촌은 폐지되었다.

## 참고문헌
- 가도카와 일본 지명 대사전 27 大阪府